# علي العامري (لاعب كرة قدم سعودي)
علي العامري (بالإنجليزية: Ali Al-Aamri)‏؛ مواليد 21 أغسطس 1994 في جدة، السعودية، هو لاعب كرة قدم سعودي يلعب حالياً لنادي العدالة.

## مسيرة اللاعب
مثل النادي الأهلي في الفئات السنية ثم انتقل إلى الاتحاد و بعدها لعب مع نادي الكوكب ونادي الأنصار ونادي النهضة.

## روابط خارجية
- علي العامري على موقع Soccerway.com (الإنجليزية)
- علي العامري على موقع كووورة